# Théâtre de l'Est parisien
Le théâtre de l’Est parisien (TEP) était un théâtre subventionné français situé d'abord au 17 rue Malte-Brun, puis au 159 avenue Gambetta, dans le 20e arrondissement de Paris.
Il a été renommé en 2011 par la nouvelle directrice, Valérie Baran, Le Tarmac - La scène internationale francophone.

## Histoire
En 1911 s'ouvre au 17 rue Malte-Brun un cinéma et music-hall, le Zénith, de 1 060 fauteuils. Le ministère des Affaires culturelles rachète la salle et décide d’y installer en 1963 la Guilde de Ménilmontant, troupe amateur de Guy Rétoré fondée le 1er octobre 1951, devenue permanente en 1960. Le lieu devient une des premières maisons de la Culture, inaugurée le 29 janvier 1964 par André Malraux, puis reçoit le statut de centre dramatique national en mars 1966. Guy Rétoré mène durant presque quarante ans une politique de créations de textes contemporains et classiques, ainsi que de nombreuses actions d'accompagnement. En 1964, le théâtre annonce 18 094 adhérents. 
En 1972, Jacques Duhamel en fait un théâtre national, sous la forme d’un EPIC.
En décembre 1980, Dario Fo y présente son spectacle Histoire du tigre et autres histoires dont il est l'auteur, le metteur en scène et l'unique acteur.
En 1983, le bâtiment est démoli sur décision de Jack Lang, pour laisser la place au théâtre de la Colline, ouvert en 1987, et la troupe s’installe dans l'ancienne salle de répétition, 159 avenue Gambetta, en conservant le nom de Théâtre de l’Est parisien, en dépendant du nouveau théâtre national de La Colline. La troupe redevient alors structure de production et de diffusion subventionnée par l’État. 
En juillet 2001, Guy Rétoré laisse sa place de directeur, après une longue polémique l'opposant à Catherine Trautmann sur la nomination de son successeur, Catherine Anne. Celle-ci ne prend la tête du théâtre qu’en juin 2002, confirmée par Catherine Tasca devenue ministre, après une année de transition assurée par Jean-Paul Davois. 
De 2002 à 2011, sous la direction de Catherine Anne, le Théâtre de l'Est parisien est consacré uniquement aux auteurs vivants (dont au moins un par an est en résidence au théâtre), avec une programmation consacrée pour moitié aux spectacles accessibles dès l'enfance.